# Amphiophiura sculpta
Amphiophiura sculpta är en ormstjärneart som först beskrevs av Duncan 1879.  Amphiophiura sculpta ingår i släktet Amphiophiura och familjen fransormstjärnor. Inga underarter finns listade i Catalogue of Life.